# Adrienne Marie Louise Grandpierre-Deverzy
Adrienne Marie Louise Grandpierre-Deverzy (1798–1869) war eine französische Malerin des 19. Jahrhunderts und eine Schlüsselfigur in der Kunstbildung von Frauen.

## Leben
Grandpierre-Deverzy war zuerst Schülerin, dann Kollegin und ab 1856 auch die zweite Ehefrau des Historienmalers Alexandre Abel de Pujol. Ihre Ausbildung erhielt sie unter anderem bei Pujol und möglicherweise auch bei Jacques-Louis David, wenngleich sie nicht ausdrücklich in Listen von Davids Schülerinnen geführt wird.

## Wirken

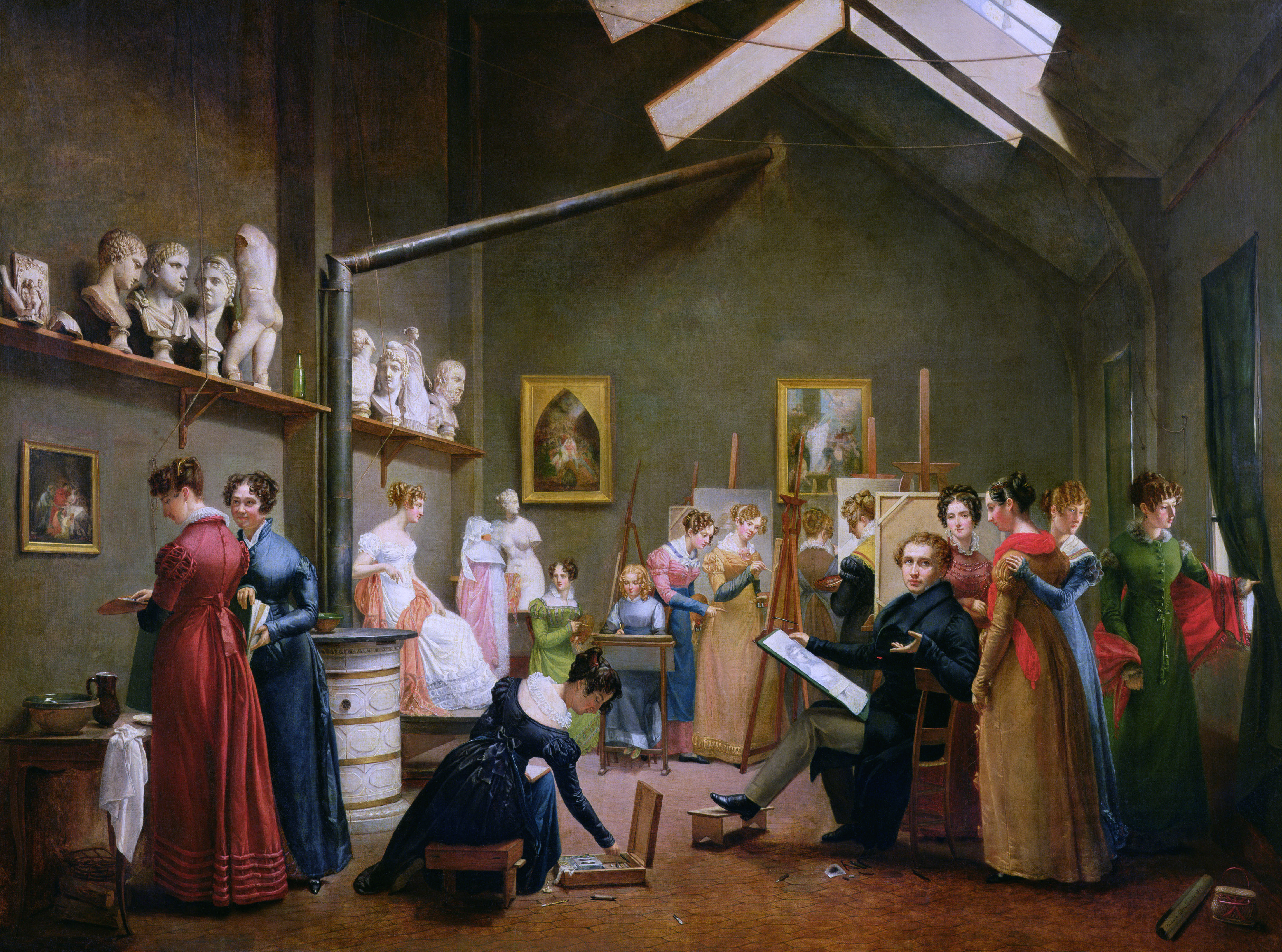
Das Atelier von Abel de Pujol (1822)

Grandpierre-Deverzys Schaffen war vielfältig und umfasste Porträts, Genreszenen und Historienmalerei, die sie regelmäßig von 1822 bis 1855 in den Pariser Salons ausstellte. Ihr Stil war oft mit dem Troubadour-Stil verbunden, der Themen aus der europäischen Geschichte und Literatur aufgriff. Zu ihren bemerkenswerten Arbeiten gehören unter anderem eine Darstellung der Königin Christina von Schweden beim Mord an ihrem Stallmeister Giovanni Monaldeschi sowie eine Szene aus dem Roman Histoire de Gil Blas de Santillane von Alain-René Lesage. Für ihr Werk erhielt sie 1828 eine Silbermedaille von der Société des amis des arts in Cambrai.
Eines ihrer bekanntesten Werke ist das Gemälde Das Atelier von Abel de Pujol aus dem Jahr 1822, welches weibliche Schülerinnen beim Malen in einem Klassenzimmer zeigt. Dieses Bild wurde emblematisch für die künstlerische Praxis von Frauen und diente 1976 als Titelbild für den Katalog der für Kunstgeschichte bedeutenden Ausstellung Women Artists: 1550–1950. Grandpierre-Deverzy setzte sich zudem durch ihre Lehrtätigkeit für die künstlerische Ausbildung von Frauen ein.